# Aladyn (film 1992)
Aladyn (ang. Aladdin) – amerykański film animowany z 1992 roku wyprodukowany przez Walt Disney Pictures, trzydziesty pierwszy film z kanonu filmów animowanych Disneya oraz czwarty z tzw. Renesansu Disneya. Główny bohater Aladyn jest swobodnym nawiązaniem do postaci Aladyna z jednej z baśni Księgi tysiąca i jednej nocy.
Stał się najbardziej dochodowym filmem 1992 roku, który zarobił ponad 504 miliony dolarów światowych przychodów ze sprzedaży biletów. Po premierze stał się pierwszym filmem animowanym, który osiągnął pół miliarda dolarów i był najbardziej dochodowym filmem animowanym wszech czasów, dopóki nie został wyprzedzony przez Króla lwa z 1994 roku.
Aladyn otrzymał 2 Oscary za najlepszą muzykę i za piosenkę „A Whole New World”. Był nominowany jeszcze w kategoriach: dźwięk, montaż dźwięku i za piosenkę „Friend Like Me”.
Film doczekał się dwóch sequeli: Aladyn: Powrót Dżafara (1994) i Aladyn i król złodziei (1996) oraz wersji serialowej: Aladyn z 1994 roku. W 2019 roku powstał aktorski remake pod tym samym tytułem.

## Fabuła
W sułtanacie Agrabah położonym w średniowiecznej Arabii uliczny handlarz przedstawia widzom historię zaczarowanej lampy. Była ona poszukiwana przez tajemniczego Dżafara. Lampa znajduje się w ukrytej Jaskini Cudów. Zrekrutowany przez niego złoczyńca Gazeem wchodzi do Jaskini Cudów, lecz zostaje przez nią zabity. Jaskinia mówi mu, że tylko osoba będąca tzw. nieoszlifowanym diamentem jest godna jej wejścia. W Agrabah ubogi nastolatek Aladyn żyje z drobnych kradzieży i z tego powodu wiecznie ucieka sułtańskiej straży. Jego jedynym towarzyszem jest małpka Abu. Ratuje on biedne dzieci przed aroganckim księciem Achmedem z zagranicy jawnie gardzącym Aladynem, który marzy o polepszeniu swego statusu społecznego.
Tymczasem córka owdowiałego sułtana – Dżasmina zniechęca do siebie Achmeda. Jest zdenerwowana swoim obowiązkiem poślubienia księcia ze względu na prawo, a nie z miłości. Także czuje się więźniem w pałacu. Sułtan stara się ją zrozumieć i zwierza się wielkiemu wezyrowi, którym jest Dżafar manipulujący władcą magicznym berłem. Dżasmina w przebraniu ucieka z pałacu, by ujrzeć świat zewnętrzny. Na bazarze zostaje uratowana przed wściekłym kupcem Faroukiem przez Aladyna, który się w niej zakochuje. Gdy rozwija się więź między nim i Dżasminą, straż aresztuje go na rozkaz Dżafara. Po aresztowaniu ujawnia się Dżasmina, w pałacu konfrontuje się z Dżafarem, aby żądać uwolnienia Aladyna. Jednak ten mówi, że na chłopaku wykonano już wyrok śmierci za porwanie księżniczki.
W rzeczywistości Aladyn nadal żyje uwięziony. Od dłuższego czasu był obserwowany przez Dżafara przeczuwającego, że to on jest „nieoszlifowanym diamentem”. W przebraniu starego żebraka uwalnia Aladyna i prowadzi go do Jaskini Cudów, nakazując mu zdobyć lampę. Jaskinia zezwala Aladynowi na wejście, ale przestrzega go przed dotknięciem czegokolwiek poza lampą. Aladyn znajduje w środku zarówno lampę, jak i latający dywan, ale Abu łapczywie łapie duży klejnot, powodując zawalenie się jaskini. Aladyn daje lampę Dżafarowi, który zrzuca go i Abu do zapadającej się jaskini, ale wcześniej Abu udaje się wykraść mu lampę. Aladyn pocierając lampę, wywołuje mieszkającego w niej dżina. Ten jako sługa posiadacza lampy jest zobligowany do spełnienia jego trzech życzeń.
Dżin wyciąga z Jaskini Cudów Aladyna, który używając podstępu nie wykorzystał przy tym ani jednego życzenia. Dżin wyjawia, że jest niewolnikiem lampy i marzy o byciu wolnym, wobec czego Aladyn obiecuje w jednym z życzeń dać mu wolność. Jego pierwszym życzeniem jest zamiana w księcia, sądząc że tylko tak zdobędzie względy Dżasminy. Tymczasem konflikt Dżafara i Dżasminy przybiera na sile. Jago, papuga Dżafara sugeruje mu poślubienie Dżasminy, by potem zabić ją i jej ojca, by samemu stać się sułtanem. Okłamuje sułtana o piśmie mówiącym, że jeśli księżniczka nie wybierze sobie męża, to musi poślubić wielkiego wezyra. Gdy do miasta przybywa Aladyn jako książę Ali Ababwa, Dżasmina na początku nie darzy go sympatią. W końcu się w nim zakochuje i rozpoznaje w Alim biednego chłopaka z bazaru.
Aladyn wstydząc się swego pochodzenia mówi, że jest księciem czasem udającym biedaka, aby odejść od codziennych zajęć. Zaraz po gorącym pocałunku z Dżasminą Ali zostaje uderzony w głowę przez sługi Dżafara, a następnie wrzucony do rzeki. Ratuje go dżin wykorzystując jego drugie życzenie. Gdy sułtan stwierdza, że Dżafar zostanie mężem Dżasminy, pojawia się Aladyn i odkrywa manipulacje Dżafara wobec sułtana. Podczas ucieczki Dżafar poznaje prawdziwą tożsamość Alego. Aladyn czując się, że zdobył miłość Dżasminy i szacunek sułtana w nieuczciwy sposób niechętnie łamie obietnicę daną dżinowi. Uważa, że bez pomocy dżina nie uda utrzymać fałszywej tożsamości. Jago kradnie lampę z dżinem, który od teraz musi wykonywać rozkazy Dżafara.
Wykorzystując dwa pierwsze życzenia Dżafar staje się najpotężniejszym czarnoksiężnikiem i nowym sułtanem. Więzi Dżasminę i jej ojca, a Aladyna wysyła na pewną śmierć, zaraz po tym, jak demaskuje go przed Dżasminą. Aladynowi udaje się jednak wydostać z pułapki i wraz z latającym dywanem i Abu dociera do Agrabahu, gdzie Dżasmina próbuje pomóc mu odzyskać lampę. Dżafar zauważa to i w postaci gigantycznej kobry walczy z Aladynem. Ten drwi z niego za bycie mniej potężnym od dżina. Dżafar rozkazuje dżinowi, żeby uczynił go najpotężniejszym dżinem. Za późno orientuje się, że podstępem Aladyna został niewolnikiem nowej lampy i wraz z Jago zostaje wysłany do Jaskini Cudów. Gdy Agrabah wraca do normalności Aladyn wykorzystuje ostatnie życzenie, którym uwalnia dżina na zawsze. Sułtan zmienia zasadę zamążpójścia księżniczki, dzięki czemu niedługo Aladyn wraz z Dżasminą staną się małżeństwem.

## Obsada głosowa
- Scott Weinger – Aladyn / książę Ali Ababwa (dialogi)
- Brad Kane – Aladyn / książę Ali Ababwa (śpiew)
- Robin Williams – 
  - Dżin,
  - uliczny handlarz
- Linda Larkin – księżniczka Dżasmina (dialogi)
- Lea Salonga – księżniczka Dżasmina (śpiew)
- Jonathan Freeman – wezyr Dżafar
- Frank Welker –
  - Abu,
  - tygrys Rajah,
  - Jaskinia Cudów
- Gilbert Gottfried – Jago
- Douglas Seale – sułtan
- Jim Cummings –
  - Razoul,
  - Farouk,
- Charlie Adler –
  - Gazeem,
  - kupiec od melonów,
  - kupiec od daktyli
- Corey Burton –
  - książę Achmed,
  - kupiec od naszyjników
- Ron Clements – mieszaniec Agrabahu rozmawiający o księciu Achmedzie #1
- John Musker – mieszaniec Agrabahu rozmawiający o księciu Achmedzie #2

## Wersja polska
Opracowanie: Studio Opracowań Filmów w Warszawie

Reżyseria: Maria Piotrowska

Dialogi: Elżbieta Łopatniukowa

Teksty piosenek: Filip Łobodziński

Dźwięk: Alina Hojnacka-Przeździak

Montaż: Gabriela Turant-Wiśniewska

Kierownictwo produkcji: Mieczysława Kucharska

Wystąpili:
- Paweł Tucholski – Aladyn / książę Ali Ababwa
- Krzysztof Tyniec:
  - Dżin
  - uliczny handlarz
- Katarzyna Skrzynecka – księżniczka Dżasmina
- Stanisław Brudny – Sułtan
- Włodzimierz Bednarski – wezyr Dżafar
- Ryszard Nawrocki – Jago
- Mariusz Leszczyński – Razoul
- Leopold Matuszczak –
  - Gazeem,
  - mieszkaniec Agrabahu rozmawiający o księciu Achmedzie #1,
  - kupiec od melonów,
  - kupiec od ryb,
  - jeden ze strażników pałacowych
- Ryszard Olesiński –
  - Farouk,
  - kupiec od naczyń
- Jerzy Słonka – Jaskinia Cudów
- Marek Frąckowiak – 
  - książę Achmed,
  - kupiec od daktyli
- Wojciech Machnicki –
  - jeden ze strażników pałacowych,
  - mieszaniec Agrabahu rozmawiający o księciu Achmedzie #2,
  - kupiec od naszyjników
- Chór Opery i Baletu Teatru Wielkiego w Warszawie pod kierownictwem Mirosława Janowskiego

## Premiera
Filmowa premiera w polskich kinach odbyła się 6 grudnia 1993 roku z dystrybucją Syrena Entertainment Group. Film wydany na kasetach wideo z firmą Imperial Entertainment, później na DVD w wydaniu specjalnym.

## Opinie o filmie
- The Best of Video. Poradnik: kino, tv, sat, video, pod red. Witolda Nowakowskiego[16]

…perfekcyjnie animowana i ozdobiona wieloma melodyjnymi piosenkami.